# Ilyinka (Astracán)
Ilyinka (ruso: Ильи́нка) es un asentamiento de tipo urbano de Rusia, ubicado en el raión de Ikriánoye de la óblast de Astracán.
En 2021, el asentamiento tenía una población de 6411 habitantes.
Se ubica en la orilla occidental del Volga, en la periferia suroccidental de la capital regional Astracán, junto a la salida de la ciudad de la carretera P216 que lleva a Elistá y Stávropol.

## Historia
El pueblo fue fundado en 1730 con el nombre de "Ilyinskoye" (Ильинское), cambiado su topónimo a "Grigoryevskoye" (Григорьевское) en 1886 y "Nozhovskoye" (Ножовское) en 1914. La Unión Soviética le dio el estatus de asentamiento de tipo urbano en 1968 y su actual topónimo en 1986. En la segunda mitad del siglo XX y principios del siglo XXI, ha duplicado su población al haberse integrado en el área urbana de la capital regional Astracán.